# Sacrifici de dama
En escacs, un sacrifici de dama consisteix a sacrificar una dama a canvi de compensació tàctica o posicional.
|  |

## Sacrifici de dama: autèntic o fictici
Al seu llibre L'Art del Sacrifici en Escacs, Rudolf Spielmann distingeix entre els sacrificis reals o autèntics i els falsos o ficticis. Els ficticis són els que condueixen a un benefici immediat i forçat pel jugador que fa el sacrifici, normalment un ràpid mat, (o escac continu o ofegat en cas de cercar les taules), o a la recuperació del material sacrificat després d'una línia forçada. Com que qualsevol quantitat de material pot ser sacrificada sempre que s'aconsegueixi l'escac i mat, la dama no està exclosa de poder ser sacrificada com a part d'una combinació.
Entre les possibles raons per fer un sacrifici fictici de dama hi hauria:
- Un mat forçat després que el rival capturi la dama;
- Més que adequada compensació material (per exemple, una torre i dos cavalls) després d'una continuació forçada;
- Deixar expedit el camí per a la promoció d'un peó per reemplaçar la dama sacrificada;
- La subsegüent captura de la dama enemiga, amb el resultat final d'un guany material o posicional.

D'altra banda, els sacrificis "reals", segons Spielmann, són aquells en què la compensació no és immediata, sinó d'una naturalesa més posicional. Com que la dama és la peça més poderosa (vegeu valor relatiu de les peces d'escacs), els sacrificis posicionals de dama virtualment sempre impliquen una compensació material només parcial (per exemple, sacrificant la dama per una torre i un alfil).
De vegades un jugador canvia la seva dama per altres peces el valor conjunt de les quals és igual o més gran que el de la dama. Bent Larsen remarca que aquesta operació, com per exemple canviar la dama per una torre i dues peces menors és anomenada de vegades «sacrifici de dama», però atès que la torre i les dues peces en conjunt tenen més valor que la dama, no s'hauria de considerar com a sacrifici de dama.

## Exemples
|   | a | b | c | d | e | f | g | h |   |
| 8 | a8 negres torre · c8 negres alfil · d8 negres rei · g8 negres cavall · h8 negres torre · a7 negres peó · d7 negres peó · f7 negres peó · g7 blanques cavall · h7 negres peó · a6 negres cavall · d6 blanques alfil · b5 negres peó · d5 blanques cavall · e5 blanques peó · h5 blanques peó · g4 blanques peó · d3 blanques peó · f3 blanques dama · a2 blanques peó · c2 blanques peó · e2 blanques rei · a1 negres dama · g1 negres alfil | a8 negres torre · c8 negres alfil · d8 negres rei · g8 negres cavall · h8 negres torre · a7 negres peó · d7 negres peó · f7 negres peó · g7 blanques cavall · h7 negres peó · a6 negres cavall · d6 blanques alfil · b5 negres peó · d5 blanques cavall · e5 blanques peó · h5 blanques peó · g4 blanques peó · d3 blanques peó · f3 blanques dama · a2 blanques peó · c2 blanques peó · e2 blanques rei · a1 negres dama · g1 negres alfil | a8 negres torre · c8 negres alfil · d8 negres rei · g8 negres cavall · h8 negres torre · a7 negres peó · d7 negres peó · f7 negres peó · g7 blanques cavall · h7 negres peó · a6 negres cavall · d6 blanques alfil · b5 negres peó · d5 blanques cavall · e5 blanques peó · h5 blanques peó · g4 blanques peó · d3 blanques peó · f3 blanques dama · a2 blanques peó · c2 blanques peó · e2 blanques rei · a1 negres dama · g1 negres alfil | a8 negres torre · c8 negres alfil · d8 negres rei · g8 negres cavall · h8 negres torre · a7 negres peó · d7 negres peó · f7 negres peó · g7 blanques cavall · h7 negres peó · a6 negres cavall · d6 blanques alfil · b5 negres peó · d5 blanques cavall · e5 blanques peó · h5 blanques peó · g4 blanques peó · d3 blanques peó · f3 blanques dama · a2 blanques peó · c2 blanques peó · e2 blanques rei · a1 negres dama · g1 negres alfil | a8 negres torre · c8 negres alfil · d8 negres rei · g8 negres cavall · h8 negres torre · a7 negres peó · d7 negres peó · f7 negres peó · g7 blanques cavall · h7 negres peó · a6 negres cavall · d6 blanques alfil · b5 negres peó · d5 blanques cavall · e5 blanques peó · h5 blanques peó · g4 blanques peó · d3 blanques peó · f3 blanques dama · a2 blanques peó · c2 blanques peó · e2 blanques rei · a1 negres dama · g1 negres alfil | a8 negres torre · c8 negres alfil · d8 negres rei · g8 negres cavall · h8 negres torre · a7 negres peó · d7 negres peó · f7 negres peó · g7 blanques cavall · h7 negres peó · a6 negres cavall · d6 blanques alfil · b5 negres peó · d5 blanques cavall · e5 blanques peó · h5 blanques peó · g4 blanques peó · d3 blanques peó · f3 blanques dama · a2 blanques peó · c2 blanques peó · e2 blanques rei · a1 negres dama · g1 negres alfil | a8 negres torre · c8 negres alfil · d8 negres rei · g8 negres cavall · h8 negres torre · a7 negres peó · d7 negres peó · f7 negres peó · g7 blanques cavall · h7 negres peó · a6 negres cavall · d6 blanques alfil · b5 negres peó · d5 blanques cavall · e5 blanques peó · h5 blanques peó · g4 blanques peó · d3 blanques peó · f3 blanques dama · a2 blanques peó · c2 blanques peó · e2 blanques rei · a1 negres dama · g1 negres alfil | a8 negres torre · c8 negres alfil · d8 negres rei · g8 negres cavall · h8 negres torre · a7 negres peó · d7 negres peó · f7 negres peó · g7 blanques cavall · h7 negres peó · a6 negres cavall · d6 blanques alfil · b5 negres peó · d5 blanques cavall · e5 blanques peó · h5 blanques peó · g4 blanques peó · d3 blanques peó · f3 blanques dama · a2 blanques peó · c2 blanques peó · e2 blanques rei · a1 negres dama · g1 negres alfil | 8 |
| 7 | a8 negres torre · c8 negres alfil · d8 negres rei · g8 negres cavall · h8 negres torre · a7 negres peó · d7 negres peó · f7 negres peó · g7 blanques cavall · h7 negres peó · a6 negres cavall · d6 blanques alfil · b5 negres peó · d5 blanques cavall · e5 blanques peó · h5 blanques peó · g4 blanques peó · d3 blanques peó · f3 blanques dama · a2 blanques peó · c2 blanques peó · e2 blanques rei · a1 negres dama · g1 negres alfil | a8 negres torre · c8 negres alfil · d8 negres rei · g8 negres cavall · h8 negres torre · a7 negres peó · d7 negres peó · f7 negres peó · g7 blanques cavall · h7 negres peó · a6 negres cavall · d6 blanques alfil · b5 negres peó · d5 blanques cavall · e5 blanques peó · h5 blanques peó · g4 blanques peó · d3 blanques peó · f3 blanques dama · a2 blanques peó · c2 blanques peó · e2 blanques rei · a1 negres dama · g1 negres alfil | a8 negres torre · c8 negres alfil · d8 negres rei · g8 negres cavall · h8 negres torre · a7 negres peó · d7 negres peó · f7 negres peó · g7 blanques cavall · h7 negres peó · a6 negres cavall · d6 blanques alfil · b5 negres peó · d5 blanques cavall · e5 blanques peó · h5 blanques peó · g4 blanques peó · d3 blanques peó · f3 blanques dama · a2 blanques peó · c2 blanques peó · e2 blanques rei · a1 negres dama · g1 negres alfil | a8 negres torre · c8 negres alfil · d8 negres rei · g8 negres cavall · h8 negres torre · a7 negres peó · d7 negres peó · f7 negres peó · g7 blanques cavall · h7 negres peó · a6 negres cavall · d6 blanques alfil · b5 negres peó · d5 blanques cavall · e5 blanques peó · h5 blanques peó · g4 blanques peó · d3 blanques peó · f3 blanques dama · a2 blanques peó · c2 blanques peó · e2 blanques rei · a1 negres dama · g1 negres alfil | a8 negres torre · c8 negres alfil · d8 negres rei · g8 negres cavall · h8 negres torre · a7 negres peó · d7 negres peó · f7 negres peó · g7 blanques cavall · h7 negres peó · a6 negres cavall · d6 blanques alfil · b5 negres peó · d5 blanques cavall · e5 blanques peó · h5 blanques peó · g4 blanques peó · d3 blanques peó · f3 blanques dama · a2 blanques peó · c2 blanques peó · e2 blanques rei · a1 negres dama · g1 negres alfil | a8 negres torre · c8 negres alfil · d8 negres rei · g8 negres cavall · h8 negres torre · a7 negres peó · d7 negres peó · f7 negres peó · g7 blanques cavall · h7 negres peó · a6 negres cavall · d6 blanques alfil · b5 negres peó · d5 blanques cavall · e5 blanques peó · h5 blanques peó · g4 blanques peó · d3 blanques peó · f3 blanques dama · a2 blanques peó · c2 blanques peó · e2 blanques rei · a1 negres dama · g1 negres alfil | a8 negres torre · c8 negres alfil · d8 negres rei · g8 negres cavall · h8 negres torre · a7 negres peó · d7 negres peó · f7 negres peó · g7 blanques cavall · h7 negres peó · a6 negres cavall · d6 blanques alfil · b5 negres peó · d5 blanques cavall · e5 blanques peó · h5 blanques peó · g4 blanques peó · d3 blanques peó · f3 blanques dama · a2 blanques peó · c2 blanques peó · e2 blanques rei · a1 negres dama · g1 negres alfil | a8 negres torre · c8 negres alfil · d8 negres rei · g8 negres cavall · h8 negres torre · a7 negres peó · d7 negres peó · f7 negres peó · g7 blanques cavall · h7 negres peó · a6 negres cavall · d6 blanques alfil · b5 negres peó · d5 blanques cavall · e5 blanques peó · h5 blanques peó · g4 blanques peó · d3 blanques peó · f3 blanques dama · a2 blanques peó · c2 blanques peó · e2 blanques rei · a1 negres dama · g1 negres alfil | 7 |
| 6 | a8 negres torre · c8 negres alfil · d8 negres rei · g8 negres cavall · h8 negres torre · a7 negres peó · d7 negres peó · f7 negres peó · g7 blanques cavall · h7 negres peó · a6 negres cavall · d6 blanques alfil · b5 negres peó · d5 blanques cavall · e5 blanques peó · h5 blanques peó · g4 blanques peó · d3 blanques peó · f3 blanques dama · a2 blanques peó · c2 blanques peó · e2 blanques rei · a1 negres dama · g1 negres alfil | a8 negres torre · c8 negres alfil · d8 negres rei · g8 negres cavall · h8 negres torre · a7 negres peó · d7 negres peó · f7 negres peó · g7 blanques cavall · h7 negres peó · a6 negres cavall · d6 blanques alfil · b5 negres peó · d5 blanques cavall · e5 blanques peó · h5 blanques peó · g4 blanques peó · d3 blanques peó · f3 blanques dama · a2 blanques peó · c2 blanques peó · e2 blanques rei · a1 negres dama · g1 negres alfil | a8 negres torre · c8 negres alfil · d8 negres rei · g8 negres cavall · h8 negres torre · a7 negres peó · d7 negres peó · f7 negres peó · g7 blanques cavall · h7 negres peó · a6 negres cavall · d6 blanques alfil · b5 negres peó · d5 blanques cavall · e5 blanques peó · h5 blanques peó · g4 blanques peó · d3 blanques peó · f3 blanques dama · a2 blanques peó · c2 blanques peó · e2 blanques rei · a1 negres dama · g1 negres alfil | a8 negres torre · c8 negres alfil · d8 negres rei · g8 negres cavall · h8 negres torre · a7 negres peó · d7 negres peó · f7 negres peó · g7 blanques cavall · h7 negres peó · a6 negres cavall · d6 blanques alfil · b5 negres peó · d5 blanques cavall · e5 blanques peó · h5 blanques peó · g4 blanques peó · d3 blanques peó · f3 blanques dama · a2 blanques peó · c2 blanques peó · e2 blanques rei · a1 negres dama · g1 negres alfil | a8 negres torre · c8 negres alfil · d8 negres rei · g8 negres cavall · h8 negres torre · a7 negres peó · d7 negres peó · f7 negres peó · g7 blanques cavall · h7 negres peó · a6 negres cavall · d6 blanques alfil · b5 negres peó · d5 blanques cavall · e5 blanques peó · h5 blanques peó · g4 blanques peó · d3 blanques peó · f3 blanques dama · a2 blanques peó · c2 blanques peó · e2 blanques rei · a1 negres dama · g1 negres alfil | a8 negres torre · c8 negres alfil · d8 negres rei · g8 negres cavall · h8 negres torre · a7 negres peó · d7 negres peó · f7 negres peó · g7 blanques cavall · h7 negres peó · a6 negres cavall · d6 blanques alfil · b5 negres peó · d5 blanques cavall · e5 blanques peó · h5 blanques peó · g4 blanques peó · d3 blanques peó · f3 blanques dama · a2 blanques peó · c2 blanques peó · e2 blanques rei · a1 negres dama · g1 negres alfil | a8 negres torre · c8 negres alfil · d8 negres rei · g8 negres cavall · h8 negres torre · a7 negres peó · d7 negres peó · f7 negres peó · g7 blanques cavall · h7 negres peó · a6 negres cavall · d6 blanques alfil · b5 negres peó · d5 blanques cavall · e5 blanques peó · h5 blanques peó · g4 blanques peó · d3 blanques peó · f3 blanques dama · a2 blanques peó · c2 blanques peó · e2 blanques rei · a1 negres dama · g1 negres alfil | a8 negres torre · c8 negres alfil · d8 negres rei · g8 negres cavall · h8 negres torre · a7 negres peó · d7 negres peó · f7 negres peó · g7 blanques cavall · h7 negres peó · a6 negres cavall · d6 blanques alfil · b5 negres peó · d5 blanques cavall · e5 blanques peó · h5 blanques peó · g4 blanques peó · d3 blanques peó · f3 blanques dama · a2 blanques peó · c2 blanques peó · e2 blanques rei · a1 negres dama · g1 negres alfil | 6 |
| 5 | a8 negres torre · c8 negres alfil · d8 negres rei · g8 negres cavall · h8 negres torre · a7 negres peó · d7 negres peó · f7 negres peó · g7 blanques cavall · h7 negres peó · a6 negres cavall · d6 blanques alfil · b5 negres peó · d5 blanques cavall · e5 blanques peó · h5 blanques peó · g4 blanques peó · d3 blanques peó · f3 blanques dama · a2 blanques peó · c2 blanques peó · e2 blanques rei · a1 negres dama · g1 negres alfil | a8 negres torre · c8 negres alfil · d8 negres rei · g8 negres cavall · h8 negres torre · a7 negres peó · d7 negres peó · f7 negres peó · g7 blanques cavall · h7 negres peó · a6 negres cavall · d6 blanques alfil · b5 negres peó · d5 blanques cavall · e5 blanques peó · h5 blanques peó · g4 blanques peó · d3 blanques peó · f3 blanques dama · a2 blanques peó · c2 blanques peó · e2 blanques rei · a1 negres dama · g1 negres alfil | a8 negres torre · c8 negres alfil · d8 negres rei · g8 negres cavall · h8 negres torre · a7 negres peó · d7 negres peó · f7 negres peó · g7 blanques cavall · h7 negres peó · a6 negres cavall · d6 blanques alfil · b5 negres peó · d5 blanques cavall · e5 blanques peó · h5 blanques peó · g4 blanques peó · d3 blanques peó · f3 blanques dama · a2 blanques peó · c2 blanques peó · e2 blanques rei · a1 negres dama · g1 negres alfil | a8 negres torre · c8 negres alfil · d8 negres rei · g8 negres cavall · h8 negres torre · a7 negres peó · d7 negres peó · f7 negres peó · g7 blanques cavall · h7 negres peó · a6 negres cavall · d6 blanques alfil · b5 negres peó · d5 blanques cavall · e5 blanques peó · h5 blanques peó · g4 blanques peó · d3 blanques peó · f3 blanques dama · a2 blanques peó · c2 blanques peó · e2 blanques rei · a1 negres dama · g1 negres alfil | a8 negres torre · c8 negres alfil · d8 negres rei · g8 negres cavall · h8 negres torre · a7 negres peó · d7 negres peó · f7 negres peó · g7 blanques cavall · h7 negres peó · a6 negres cavall · d6 blanques alfil · b5 negres peó · d5 blanques cavall · e5 blanques peó · h5 blanques peó · g4 blanques peó · d3 blanques peó · f3 blanques dama · a2 blanques peó · c2 blanques peó · e2 blanques rei · a1 negres dama · g1 negres alfil | a8 negres torre · c8 negres alfil · d8 negres rei · g8 negres cavall · h8 negres torre · a7 negres peó · d7 negres peó · f7 negres peó · g7 blanques cavall · h7 negres peó · a6 negres cavall · d6 blanques alfil · b5 negres peó · d5 blanques cavall · e5 blanques peó · h5 blanques peó · g4 blanques peó · d3 blanques peó · f3 blanques dama · a2 blanques peó · c2 blanques peó · e2 blanques rei · a1 negres dama · g1 negres alfil | a8 negres torre · c8 negres alfil · d8 negres rei · g8 negres cavall · h8 negres torre · a7 negres peó · d7 negres peó · f7 negres peó · g7 blanques cavall · h7 negres peó · a6 negres cavall · d6 blanques alfil · b5 negres peó · d5 blanques cavall · e5 blanques peó · h5 blanques peó · g4 blanques peó · d3 blanques peó · f3 blanques dama · a2 blanques peó · c2 blanques peó · e2 blanques rei · a1 negres dama · g1 negres alfil | a8 negres torre · c8 negres alfil · d8 negres rei · g8 negres cavall · h8 negres torre · a7 negres peó · d7 negres peó · f7 negres peó · g7 blanques cavall · h7 negres peó · a6 negres cavall · d6 blanques alfil · b5 negres peó · d5 blanques cavall · e5 blanques peó · h5 blanques peó · g4 blanques peó · d3 blanques peó · f3 blanques dama · a2 blanques peó · c2 blanques peó · e2 blanques rei · a1 negres dama · g1 negres alfil | 5 |
| 4 | a8 negres torre · c8 negres alfil · d8 negres rei · g8 negres cavall · h8 negres torre · a7 negres peó · d7 negres peó · f7 negres peó · g7 blanques cavall · h7 negres peó · a6 negres cavall · d6 blanques alfil · b5 negres peó · d5 blanques cavall · e5 blanques peó · h5 blanques peó · g4 blanques peó · d3 blanques peó · f3 blanques dama · a2 blanques peó · c2 blanques peó · e2 blanques rei · a1 negres dama · g1 negres alfil | a8 negres torre · c8 negres alfil · d8 negres rei · g8 negres cavall · h8 negres torre · a7 negres peó · d7 negres peó · f7 negres peó · g7 blanques cavall · h7 negres peó · a6 negres cavall · d6 blanques alfil · b5 negres peó · d5 blanques cavall · e5 blanques peó · h5 blanques peó · g4 blanques peó · d3 blanques peó · f3 blanques dama · a2 blanques peó · c2 blanques peó · e2 blanques rei · a1 negres dama · g1 negres alfil | a8 negres torre · c8 negres alfil · d8 negres rei · g8 negres cavall · h8 negres torre · a7 negres peó · d7 negres peó · f7 negres peó · g7 blanques cavall · h7 negres peó · a6 negres cavall · d6 blanques alfil · b5 negres peó · d5 blanques cavall · e5 blanques peó · h5 blanques peó · g4 blanques peó · d3 blanques peó · f3 blanques dama · a2 blanques peó · c2 blanques peó · e2 blanques rei · a1 negres dama · g1 negres alfil | a8 negres torre · c8 negres alfil · d8 negres rei · g8 negres cavall · h8 negres torre · a7 negres peó · d7 negres peó · f7 negres peó · g7 blanques cavall · h7 negres peó · a6 negres cavall · d6 blanques alfil · b5 negres peó · d5 blanques cavall · e5 blanques peó · h5 blanques peó · g4 blanques peó · d3 blanques peó · f3 blanques dama · a2 blanques peó · c2 blanques peó · e2 blanques rei · a1 negres dama · g1 negres alfil | a8 negres torre · c8 negres alfil · d8 negres rei · g8 negres cavall · h8 negres torre · a7 negres peó · d7 negres peó · f7 negres peó · g7 blanques cavall · h7 negres peó · a6 negres cavall · d6 blanques alfil · b5 negres peó · d5 blanques cavall · e5 blanques peó · h5 blanques peó · g4 blanques peó · d3 blanques peó · f3 blanques dama · a2 blanques peó · c2 blanques peó · e2 blanques rei · a1 negres dama · g1 negres alfil | a8 negres torre · c8 negres alfil · d8 negres rei · g8 negres cavall · h8 negres torre · a7 negres peó · d7 negres peó · f7 negres peó · g7 blanques cavall · h7 negres peó · a6 negres cavall · d6 blanques alfil · b5 negres peó · d5 blanques cavall · e5 blanques peó · h5 blanques peó · g4 blanques peó · d3 blanques peó · f3 blanques dama · a2 blanques peó · c2 blanques peó · e2 blanques rei · a1 negres dama · g1 negres alfil | a8 negres torre · c8 negres alfil · d8 negres rei · g8 negres cavall · h8 negres torre · a7 negres peó · d7 negres peó · f7 negres peó · g7 blanques cavall · h7 negres peó · a6 negres cavall · d6 blanques alfil · b5 negres peó · d5 blanques cavall · e5 blanques peó · h5 blanques peó · g4 blanques peó · d3 blanques peó · f3 blanques dama · a2 blanques peó · c2 blanques peó · e2 blanques rei · a1 negres dama · g1 negres alfil | a8 negres torre · c8 negres alfil · d8 negres rei · g8 negres cavall · h8 negres torre · a7 negres peó · d7 negres peó · f7 negres peó · g7 blanques cavall · h7 negres peó · a6 negres cavall · d6 blanques alfil · b5 negres peó · d5 blanques cavall · e5 blanques peó · h5 blanques peó · g4 blanques peó · d3 blanques peó · f3 blanques dama · a2 blanques peó · c2 blanques peó · e2 blanques rei · a1 negres dama · g1 negres alfil | 4 |
| 3 | a8 negres torre · c8 negres alfil · d8 negres rei · g8 negres cavall · h8 negres torre · a7 negres peó · d7 negres peó · f7 negres peó · g7 blanques cavall · h7 negres peó · a6 negres cavall · d6 blanques alfil · b5 negres peó · d5 blanques cavall · e5 blanques peó · h5 blanques peó · g4 blanques peó · d3 blanques peó · f3 blanques dama · a2 blanques peó · c2 blanques peó · e2 blanques rei · a1 negres dama · g1 negres alfil | a8 negres torre · c8 negres alfil · d8 negres rei · g8 negres cavall · h8 negres torre · a7 negres peó · d7 negres peó · f7 negres peó · g7 blanques cavall · h7 negres peó · a6 negres cavall · d6 blanques alfil · b5 negres peó · d5 blanques cavall · e5 blanques peó · h5 blanques peó · g4 blanques peó · d3 blanques peó · f3 blanques dama · a2 blanques peó · c2 blanques peó · e2 blanques rei · a1 negres dama · g1 negres alfil | a8 negres torre · c8 negres alfil · d8 negres rei · g8 negres cavall · h8 negres torre · a7 negres peó · d7 negres peó · f7 negres peó · g7 blanques cavall · h7 negres peó · a6 negres cavall · d6 blanques alfil · b5 negres peó · d5 blanques cavall · e5 blanques peó · h5 blanques peó · g4 blanques peó · d3 blanques peó · f3 blanques dama · a2 blanques peó · c2 blanques peó · e2 blanques rei · a1 negres dama · g1 negres alfil | a8 negres torre · c8 negres alfil · d8 negres rei · g8 negres cavall · h8 negres torre · a7 negres peó · d7 negres peó · f7 negres peó · g7 blanques cavall · h7 negres peó · a6 negres cavall · d6 blanques alfil · b5 negres peó · d5 blanques cavall · e5 blanques peó · h5 blanques peó · g4 blanques peó · d3 blanques peó · f3 blanques dama · a2 blanques peó · c2 blanques peó · e2 blanques rei · a1 negres dama · g1 negres alfil | a8 negres torre · c8 negres alfil · d8 negres rei · g8 negres cavall · h8 negres torre · a7 negres peó · d7 negres peó · f7 negres peó · g7 blanques cavall · h7 negres peó · a6 negres cavall · d6 blanques alfil · b5 negres peó · d5 blanques cavall · e5 blanques peó · h5 blanques peó · g4 blanques peó · d3 blanques peó · f3 blanques dama · a2 blanques peó · c2 blanques peó · e2 blanques rei · a1 negres dama · g1 negres alfil | a8 negres torre · c8 negres alfil · d8 negres rei · g8 negres cavall · h8 negres torre · a7 negres peó · d7 negres peó · f7 negres peó · g7 blanques cavall · h7 negres peó · a6 negres cavall · d6 blanques alfil · b5 negres peó · d5 blanques cavall · e5 blanques peó · h5 blanques peó · g4 blanques peó · d3 blanques peó · f3 blanques dama · a2 blanques peó · c2 blanques peó · e2 blanques rei · a1 negres dama · g1 negres alfil | a8 negres torre · c8 negres alfil · d8 negres rei · g8 negres cavall · h8 negres torre · a7 negres peó · d7 negres peó · f7 negres peó · g7 blanques cavall · h7 negres peó · a6 negres cavall · d6 blanques alfil · b5 negres peó · d5 blanques cavall · e5 blanques peó · h5 blanques peó · g4 blanques peó · d3 blanques peó · f3 blanques dama · a2 blanques peó · c2 blanques peó · e2 blanques rei · a1 negres dama · g1 negres alfil | a8 negres torre · c8 negres alfil · d8 negres rei · g8 negres cavall · h8 negres torre · a7 negres peó · d7 negres peó · f7 negres peó · g7 blanques cavall · h7 negres peó · a6 negres cavall · d6 blanques alfil · b5 negres peó · d5 blanques cavall · e5 blanques peó · h5 blanques peó · g4 blanques peó · d3 blanques peó · f3 blanques dama · a2 blanques peó · c2 blanques peó · e2 blanques rei · a1 negres dama · g1 negres alfil | 3 |
| 2 | a8 negres torre · c8 negres alfil · d8 negres rei · g8 negres cavall · h8 negres torre · a7 negres peó · d7 negres peó · f7 negres peó · g7 blanques cavall · h7 negres peó · a6 negres cavall · d6 blanques alfil · b5 negres peó · d5 blanques cavall · e5 blanques peó · h5 blanques peó · g4 blanques peó · d3 blanques peó · f3 blanques dama · a2 blanques peó · c2 blanques peó · e2 blanques rei · a1 negres dama · g1 negres alfil | a8 negres torre · c8 negres alfil · d8 negres rei · g8 negres cavall · h8 negres torre · a7 negres peó · d7 negres peó · f7 negres peó · g7 blanques cavall · h7 negres peó · a6 negres cavall · d6 blanques alfil · b5 negres peó · d5 blanques cavall · e5 blanques peó · h5 blanques peó · g4 blanques peó · d3 blanques peó · f3 blanques dama · a2 blanques peó · c2 blanques peó · e2 blanques rei · a1 negres dama · g1 negres alfil | a8 negres torre · c8 negres alfil · d8 negres rei · g8 negres cavall · h8 negres torre · a7 negres peó · d7 negres peó · f7 negres peó · g7 blanques cavall · h7 negres peó · a6 negres cavall · d6 blanques alfil · b5 negres peó · d5 blanques cavall · e5 blanques peó · h5 blanques peó · g4 blanques peó · d3 blanques peó · f3 blanques dama · a2 blanques peó · c2 blanques peó · e2 blanques rei · a1 negres dama · g1 negres alfil | a8 negres torre · c8 negres alfil · d8 negres rei · g8 negres cavall · h8 negres torre · a7 negres peó · d7 negres peó · f7 negres peó · g7 blanques cavall · h7 negres peó · a6 negres cavall · d6 blanques alfil · b5 negres peó · d5 blanques cavall · e5 blanques peó · h5 blanques peó · g4 blanques peó · d3 blanques peó · f3 blanques dama · a2 blanques peó · c2 blanques peó · e2 blanques rei · a1 negres dama · g1 negres alfil | a8 negres torre · c8 negres alfil · d8 negres rei · g8 negres cavall · h8 negres torre · a7 negres peó · d7 negres peó · f7 negres peó · g7 blanques cavall · h7 negres peó · a6 negres cavall · d6 blanques alfil · b5 negres peó · d5 blanques cavall · e5 blanques peó · h5 blanques peó · g4 blanques peó · d3 blanques peó · f3 blanques dama · a2 blanques peó · c2 blanques peó · e2 blanques rei · a1 negres dama · g1 negres alfil | a8 negres torre · c8 negres alfil · d8 negres rei · g8 negres cavall · h8 negres torre · a7 negres peó · d7 negres peó · f7 negres peó · g7 blanques cavall · h7 negres peó · a6 negres cavall · d6 blanques alfil · b5 negres peó · d5 blanques cavall · e5 blanques peó · h5 blanques peó · g4 blanques peó · d3 blanques peó · f3 blanques dama · a2 blanques peó · c2 blanques peó · e2 blanques rei · a1 negres dama · g1 negres alfil | a8 negres torre · c8 negres alfil · d8 negres rei · g8 negres cavall · h8 negres torre · a7 negres peó · d7 negres peó · f7 negres peó · g7 blanques cavall · h7 negres peó · a6 negres cavall · d6 blanques alfil · b5 negres peó · d5 blanques cavall · e5 blanques peó · h5 blanques peó · g4 blanques peó · d3 blanques peó · f3 blanques dama · a2 blanques peó · c2 blanques peó · e2 blanques rei · a1 negres dama · g1 negres alfil | a8 negres torre · c8 negres alfil · d8 negres rei · g8 negres cavall · h8 negres torre · a7 negres peó · d7 negres peó · f7 negres peó · g7 blanques cavall · h7 negres peó · a6 negres cavall · d6 blanques alfil · b5 negres peó · d5 blanques cavall · e5 blanques peó · h5 blanques peó · g4 blanques peó · d3 blanques peó · f3 blanques dama · a2 blanques peó · c2 blanques peó · e2 blanques rei · a1 negres dama · g1 negres alfil | 2 |
| 1 | a8 negres torre · c8 negres alfil · d8 negres rei · g8 negres cavall · h8 negres torre · a7 negres peó · d7 negres peó · f7 negres peó · g7 blanques cavall · h7 negres peó · a6 negres cavall · d6 blanques alfil · b5 negres peó · d5 blanques cavall · e5 blanques peó · h5 blanques peó · g4 blanques peó · d3 blanques peó · f3 blanques dama · a2 blanques peó · c2 blanques peó · e2 blanques rei · a1 negres dama · g1 negres alfil | a8 negres torre · c8 negres alfil · d8 negres rei · g8 negres cavall · h8 negres torre · a7 negres peó · d7 negres peó · f7 negres peó · g7 blanques cavall · h7 negres peó · a6 negres cavall · d6 blanques alfil · b5 negres peó · d5 blanques cavall · e5 blanques peó · h5 blanques peó · g4 blanques peó · d3 blanques peó · f3 blanques dama · a2 blanques peó · c2 blanques peó · e2 blanques rei · a1 negres dama · g1 negres alfil | a8 negres torre · c8 negres alfil · d8 negres rei · g8 negres cavall · h8 negres torre · a7 negres peó · d7 negres peó · f7 negres peó · g7 blanques cavall · h7 negres peó · a6 negres cavall · d6 blanques alfil · b5 negres peó · d5 blanques cavall · e5 blanques peó · h5 blanques peó · g4 blanques peó · d3 blanques peó · f3 blanques dama · a2 blanques peó · c2 blanques peó · e2 blanques rei · a1 negres dama · g1 negres alfil | a8 negres torre · c8 negres alfil · d8 negres rei · g8 negres cavall · h8 negres torre · a7 negres peó · d7 negres peó · f7 negres peó · g7 blanques cavall · h7 negres peó · a6 negres cavall · d6 blanques alfil · b5 negres peó · d5 blanques cavall · e5 blanques peó · h5 blanques peó · g4 blanques peó · d3 blanques peó · f3 blanques dama · a2 blanques peó · c2 blanques peó · e2 blanques rei · a1 negres dama · g1 negres alfil | a8 negres torre · c8 negres alfil · d8 negres rei · g8 negres cavall · h8 negres torre · a7 negres peó · d7 negres peó · f7 negres peó · g7 blanques cavall · h7 negres peó · a6 negres cavall · d6 blanques alfil · b5 negres peó · d5 blanques cavall · e5 blanques peó · h5 blanques peó · g4 blanques peó · d3 blanques peó · f3 blanques dama · a2 blanques peó · c2 blanques peó · e2 blanques rei · a1 negres dama · g1 negres alfil | a8 negres torre · c8 negres alfil · d8 negres rei · g8 negres cavall · h8 negres torre · a7 negres peó · d7 negres peó · f7 negres peó · g7 blanques cavall · h7 negres peó · a6 negres cavall · d6 blanques alfil · b5 negres peó · d5 blanques cavall · e5 blanques peó · h5 blanques peó · g4 blanques peó · d3 blanques peó · f3 blanques dama · a2 blanques peó · c2 blanques peó · e2 blanques rei · a1 negres dama · g1 negres alfil | a8 negres torre · c8 negres alfil · d8 negres rei · g8 negres cavall · h8 negres torre · a7 negres peó · d7 negres peó · f7 negres peó · g7 blanques cavall · h7 negres peó · a6 negres cavall · d6 blanques alfil · b5 negres peó · d5 blanques cavall · e5 blanques peó · h5 blanques peó · g4 blanques peó · d3 blanques peó · f3 blanques dama · a2 blanques peó · c2 blanques peó · e2 blanques rei · a1 negres dama · g1 negres alfil | a8 negres torre · c8 negres alfil · d8 negres rei · g8 negres cavall · h8 negres torre · a7 negres peó · d7 negres peó · f7 negres peó · g7 blanques cavall · h7 negres peó · a6 negres cavall · d6 blanques alfil · b5 negres peó · d5 blanques cavall · e5 blanques peó · h5 blanques peó · g4 blanques peó · d3 blanques peó · f3 blanques dama · a2 blanques peó · c2 blanques peó · e2 blanques rei · a1 negres dama · g1 negres alfil | 1 |
|   | a | b | c | d | e | f | g | h |   |

- Una coneguda partida d'Adolf Anderssen, la Partida Immortal, conté un sacrifici de dama com a part de la combinació final de mat de les blanques. A la posició del diagrama Anderssen entrega la dama amb 22.Df6+! per desviar el cavall negre: la partida continuà 22.. Cxf6 23.Ae7#. Aquest és un exemple de sacrifici de dama fictici, ja que deriva en un mat només un moviment després. Les blanques són capaces de fer mat perquè les seves peces envolten el rei contrari, mentre que les peces negres estan o bé sense desenvolupar o bé atrapades al camp blanc, sense possibilitats de col·laborar en la defensa.

|   | a | b | c | d | e | f | g | h |   |
| 8 | b8 negres torre · e8 negres rei · g8 negres torre · a7 negres peó · b7 negres alfil · c7 negres peó · d7 negres peó · e7 negres cavall · f7 negres peó · h7 negres peó · b6 negres alfil · f6 blanques peó · a4 blanques dama · a3 blanques alfil · c3 blanques peó · d3 blanques alfil · f3 negres dama · a2 blanques peó · f2 blanques peó · g2 blanques peó · h2 blanques peó · d1 blanques torre · g1 blanques rei | b8 negres torre · e8 negres rei · g8 negres torre · a7 negres peó · b7 negres alfil · c7 negres peó · d7 negres peó · e7 negres cavall · f7 negres peó · h7 negres peó · b6 negres alfil · f6 blanques peó · a4 blanques dama · a3 blanques alfil · c3 blanques peó · d3 blanques alfil · f3 negres dama · a2 blanques peó · f2 blanques peó · g2 blanques peó · h2 blanques peó · d1 blanques torre · g1 blanques rei | b8 negres torre · e8 negres rei · g8 negres torre · a7 negres peó · b7 negres alfil · c7 negres peó · d7 negres peó · e7 negres cavall · f7 negres peó · h7 negres peó · b6 negres alfil · f6 blanques peó · a4 blanques dama · a3 blanques alfil · c3 blanques peó · d3 blanques alfil · f3 negres dama · a2 blanques peó · f2 blanques peó · g2 blanques peó · h2 blanques peó · d1 blanques torre · g1 blanques rei | b8 negres torre · e8 negres rei · g8 negres torre · a7 negres peó · b7 negres alfil · c7 negres peó · d7 negres peó · e7 negres cavall · f7 negres peó · h7 negres peó · b6 negres alfil · f6 blanques peó · a4 blanques dama · a3 blanques alfil · c3 blanques peó · d3 blanques alfil · f3 negres dama · a2 blanques peó · f2 blanques peó · g2 blanques peó · h2 blanques peó · d1 blanques torre · g1 blanques rei | b8 negres torre · e8 negres rei · g8 negres torre · a7 negres peó · b7 negres alfil · c7 negres peó · d7 negres peó · e7 negres cavall · f7 negres peó · h7 negres peó · b6 negres alfil · f6 blanques peó · a4 blanques dama · a3 blanques alfil · c3 blanques peó · d3 blanques alfil · f3 negres dama · a2 blanques peó · f2 blanques peó · g2 blanques peó · h2 blanques peó · d1 blanques torre · g1 blanques rei | b8 negres torre · e8 negres rei · g8 negres torre · a7 negres peó · b7 negres alfil · c7 negres peó · d7 negres peó · e7 negres cavall · f7 negres peó · h7 negres peó · b6 negres alfil · f6 blanques peó · a4 blanques dama · a3 blanques alfil · c3 blanques peó · d3 blanques alfil · f3 negres dama · a2 blanques peó · f2 blanques peó · g2 blanques peó · h2 blanques peó · d1 blanques torre · g1 blanques rei | b8 negres torre · e8 negres rei · g8 negres torre · a7 negres peó · b7 negres alfil · c7 negres peó · d7 negres peó · e7 negres cavall · f7 negres peó · h7 negres peó · b6 negres alfil · f6 blanques peó · a4 blanques dama · a3 blanques alfil · c3 blanques peó · d3 blanques alfil · f3 negres dama · a2 blanques peó · f2 blanques peó · g2 blanques peó · h2 blanques peó · d1 blanques torre · g1 blanques rei | b8 negres torre · e8 negres rei · g8 negres torre · a7 negres peó · b7 negres alfil · c7 negres peó · d7 negres peó · e7 negres cavall · f7 negres peó · h7 negres peó · b6 negres alfil · f6 blanques peó · a4 blanques dama · a3 blanques alfil · c3 blanques peó · d3 blanques alfil · f3 negres dama · a2 blanques peó · f2 blanques peó · g2 blanques peó · h2 blanques peó · d1 blanques torre · g1 blanques rei | 8 |
| 7 | b8 negres torre · e8 negres rei · g8 negres torre · a7 negres peó · b7 negres alfil · c7 negres peó · d7 negres peó · e7 negres cavall · f7 negres peó · h7 negres peó · b6 negres alfil · f6 blanques peó · a4 blanques dama · a3 blanques alfil · c3 blanques peó · d3 blanques alfil · f3 negres dama · a2 blanques peó · f2 blanques peó · g2 blanques peó · h2 blanques peó · d1 blanques torre · g1 blanques rei | b8 negres torre · e8 negres rei · g8 negres torre · a7 negres peó · b7 negres alfil · c7 negres peó · d7 negres peó · e7 negres cavall · f7 negres peó · h7 negres peó · b6 negres alfil · f6 blanques peó · a4 blanques dama · a3 blanques alfil · c3 blanques peó · d3 blanques alfil · f3 negres dama · a2 blanques peó · f2 blanques peó · g2 blanques peó · h2 blanques peó · d1 blanques torre · g1 blanques rei | b8 negres torre · e8 negres rei · g8 negres torre · a7 negres peó · b7 negres alfil · c7 negres peó · d7 negres peó · e7 negres cavall · f7 negres peó · h7 negres peó · b6 negres alfil · f6 blanques peó · a4 blanques dama · a3 blanques alfil · c3 blanques peó · d3 blanques alfil · f3 negres dama · a2 blanques peó · f2 blanques peó · g2 blanques peó · h2 blanques peó · d1 blanques torre · g1 blanques rei | b8 negres torre · e8 negres rei · g8 negres torre · a7 negres peó · b7 negres alfil · c7 negres peó · d7 negres peó · e7 negres cavall · f7 negres peó · h7 negres peó · b6 negres alfil · f6 blanques peó · a4 blanques dama · a3 blanques alfil · c3 blanques peó · d3 blanques alfil · f3 negres dama · a2 blanques peó · f2 blanques peó · g2 blanques peó · h2 blanques peó · d1 blanques torre · g1 blanques rei | b8 negres torre · e8 negres rei · g8 negres torre · a7 negres peó · b7 negres alfil · c7 negres peó · d7 negres peó · e7 negres cavall · f7 negres peó · h7 negres peó · b6 negres alfil · f6 blanques peó · a4 blanques dama · a3 blanques alfil · c3 blanques peó · d3 blanques alfil · f3 negres dama · a2 blanques peó · f2 blanques peó · g2 blanques peó · h2 blanques peó · d1 blanques torre · g1 blanques rei | b8 negres torre · e8 negres rei · g8 negres torre · a7 negres peó · b7 negres alfil · c7 negres peó · d7 negres peó · e7 negres cavall · f7 negres peó · h7 negres peó · b6 negres alfil · f6 blanques peó · a4 blanques dama · a3 blanques alfil · c3 blanques peó · d3 blanques alfil · f3 negres dama · a2 blanques peó · f2 blanques peó · g2 blanques peó · h2 blanques peó · d1 blanques torre · g1 blanques rei | b8 negres torre · e8 negres rei · g8 negres torre · a7 negres peó · b7 negres alfil · c7 negres peó · d7 negres peó · e7 negres cavall · f7 negres peó · h7 negres peó · b6 negres alfil · f6 blanques peó · a4 blanques dama · a3 blanques alfil · c3 blanques peó · d3 blanques alfil · f3 negres dama · a2 blanques peó · f2 blanques peó · g2 blanques peó · h2 blanques peó · d1 blanques torre · g1 blanques rei | b8 negres torre · e8 negres rei · g8 negres torre · a7 negres peó · b7 negres alfil · c7 negres peó · d7 negres peó · e7 negres cavall · f7 negres peó · h7 negres peó · b6 negres alfil · f6 blanques peó · a4 blanques dama · a3 blanques alfil · c3 blanques peó · d3 blanques alfil · f3 negres dama · a2 blanques peó · f2 blanques peó · g2 blanques peó · h2 blanques peó · d1 blanques torre · g1 blanques rei | 7 |
| 6 | b8 negres torre · e8 negres rei · g8 negres torre · a7 negres peó · b7 negres alfil · c7 negres peó · d7 negres peó · e7 negres cavall · f7 negres peó · h7 negres peó · b6 negres alfil · f6 blanques peó · a4 blanques dama · a3 blanques alfil · c3 blanques peó · d3 blanques alfil · f3 negres dama · a2 blanques peó · f2 blanques peó · g2 blanques peó · h2 blanques peó · d1 blanques torre · g1 blanques rei | b8 negres torre · e8 negres rei · g8 negres torre · a7 negres peó · b7 negres alfil · c7 negres peó · d7 negres peó · e7 negres cavall · f7 negres peó · h7 negres peó · b6 negres alfil · f6 blanques peó · a4 blanques dama · a3 blanques alfil · c3 blanques peó · d3 blanques alfil · f3 negres dama · a2 blanques peó · f2 blanques peó · g2 blanques peó · h2 blanques peó · d1 blanques torre · g1 blanques rei | b8 negres torre · e8 negres rei · g8 negres torre · a7 negres peó · b7 negres alfil · c7 negres peó · d7 negres peó · e7 negres cavall · f7 negres peó · h7 negres peó · b6 negres alfil · f6 blanques peó · a4 blanques dama · a3 blanques alfil · c3 blanques peó · d3 blanques alfil · f3 negres dama · a2 blanques peó · f2 blanques peó · g2 blanques peó · h2 blanques peó · d1 blanques torre · g1 blanques rei | b8 negres torre · e8 negres rei · g8 negres torre · a7 negres peó · b7 negres alfil · c7 negres peó · d7 negres peó · e7 negres cavall · f7 negres peó · h7 negres peó · b6 negres alfil · f6 blanques peó · a4 blanques dama · a3 blanques alfil · c3 blanques peó · d3 blanques alfil · f3 negres dama · a2 blanques peó · f2 blanques peó · g2 blanques peó · h2 blanques peó · d1 blanques torre · g1 blanques rei | b8 negres torre · e8 negres rei · g8 negres torre · a7 negres peó · b7 negres alfil · c7 negres peó · d7 negres peó · e7 negres cavall · f7 negres peó · h7 negres peó · b6 negres alfil · f6 blanques peó · a4 blanques dama · a3 blanques alfil · c3 blanques peó · d3 blanques alfil · f3 negres dama · a2 blanques peó · f2 blanques peó · g2 blanques peó · h2 blanques peó · d1 blanques torre · g1 blanques rei | b8 negres torre · e8 negres rei · g8 negres torre · a7 negres peó · b7 negres alfil · c7 negres peó · d7 negres peó · e7 negres cavall · f7 negres peó · h7 negres peó · b6 negres alfil · f6 blanques peó · a4 blanques dama · a3 blanques alfil · c3 blanques peó · d3 blanques alfil · f3 negres dama · a2 blanques peó · f2 blanques peó · g2 blanques peó · h2 blanques peó · d1 blanques torre · g1 blanques rei | b8 negres torre · e8 negres rei · g8 negres torre · a7 negres peó · b7 negres alfil · c7 negres peó · d7 negres peó · e7 negres cavall · f7 negres peó · h7 negres peó · b6 negres alfil · f6 blanques peó · a4 blanques dama · a3 blanques alfil · c3 blanques peó · d3 blanques alfil · f3 negres dama · a2 blanques peó · f2 blanques peó · g2 blanques peó · h2 blanques peó · d1 blanques torre · g1 blanques rei | b8 negres torre · e8 negres rei · g8 negres torre · a7 negres peó · b7 negres alfil · c7 negres peó · d7 negres peó · e7 negres cavall · f7 negres peó · h7 negres peó · b6 negres alfil · f6 blanques peó · a4 blanques dama · a3 blanques alfil · c3 blanques peó · d3 blanques alfil · f3 negres dama · a2 blanques peó · f2 blanques peó · g2 blanques peó · h2 blanques peó · d1 blanques torre · g1 blanques rei | 6 |
| 5 | b8 negres torre · e8 negres rei · g8 negres torre · a7 negres peó · b7 negres alfil · c7 negres peó · d7 negres peó · e7 negres cavall · f7 negres peó · h7 negres peó · b6 negres alfil · f6 blanques peó · a4 blanques dama · a3 blanques alfil · c3 blanques peó · d3 blanques alfil · f3 negres dama · a2 blanques peó · f2 blanques peó · g2 blanques peó · h2 blanques peó · d1 blanques torre · g1 blanques rei | b8 negres torre · e8 negres rei · g8 negres torre · a7 negres peó · b7 negres alfil · c7 negres peó · d7 negres peó · e7 negres cavall · f7 negres peó · h7 negres peó · b6 negres alfil · f6 blanques peó · a4 blanques dama · a3 blanques alfil · c3 blanques peó · d3 blanques alfil · f3 negres dama · a2 blanques peó · f2 blanques peó · g2 blanques peó · h2 blanques peó · d1 blanques torre · g1 blanques rei | b8 negres torre · e8 negres rei · g8 negres torre · a7 negres peó · b7 negres alfil · c7 negres peó · d7 negres peó · e7 negres cavall · f7 negres peó · h7 negres peó · b6 negres alfil · f6 blanques peó · a4 blanques dama · a3 blanques alfil · c3 blanques peó · d3 blanques alfil · f3 negres dama · a2 blanques peó · f2 blanques peó · g2 blanques peó · h2 blanques peó · d1 blanques torre · g1 blanques rei | b8 negres torre · e8 negres rei · g8 negres torre · a7 negres peó · b7 negres alfil · c7 negres peó · d7 negres peó · e7 negres cavall · f7 negres peó · h7 negres peó · b6 negres alfil · f6 blanques peó · a4 blanques dama · a3 blanques alfil · c3 blanques peó · d3 blanques alfil · f3 negres dama · a2 blanques peó · f2 blanques peó · g2 blanques peó · h2 blanques peó · d1 blanques torre · g1 blanques rei | b8 negres torre · e8 negres rei · g8 negres torre · a7 negres peó · b7 negres alfil · c7 negres peó · d7 negres peó · e7 negres cavall · f7 negres peó · h7 negres peó · b6 negres alfil · f6 blanques peó · a4 blanques dama · a3 blanques alfil · c3 blanques peó · d3 blanques alfil · f3 negres dama · a2 blanques peó · f2 blanques peó · g2 blanques peó · h2 blanques peó · d1 blanques torre · g1 blanques rei | b8 negres torre · e8 negres rei · g8 negres torre · a7 negres peó · b7 negres alfil · c7 negres peó · d7 negres peó · e7 negres cavall · f7 negres peó · h7 negres peó · b6 negres alfil · f6 blanques peó · a4 blanques dama · a3 blanques alfil · c3 blanques peó · d3 blanques alfil · f3 negres dama · a2 blanques peó · f2 blanques peó · g2 blanques peó · h2 blanques peó · d1 blanques torre · g1 blanques rei | b8 negres torre · e8 negres rei · g8 negres torre · a7 negres peó · b7 negres alfil · c7 negres peó · d7 negres peó · e7 negres cavall · f7 negres peó · h7 negres peó · b6 negres alfil · f6 blanques peó · a4 blanques dama · a3 blanques alfil · c3 blanques peó · d3 blanques alfil · f3 negres dama · a2 blanques peó · f2 blanques peó · g2 blanques peó · h2 blanques peó · d1 blanques torre · g1 blanques rei | b8 negres torre · e8 negres rei · g8 negres torre · a7 negres peó · b7 negres alfil · c7 negres peó · d7 negres peó · e7 negres cavall · f7 negres peó · h7 negres peó · b6 negres alfil · f6 blanques peó · a4 blanques dama · a3 blanques alfil · c3 blanques peó · d3 blanques alfil · f3 negres dama · a2 blanques peó · f2 blanques peó · g2 blanques peó · h2 blanques peó · d1 blanques torre · g1 blanques rei | 5 |
| 4 | b8 negres torre · e8 negres rei · g8 negres torre · a7 negres peó · b7 negres alfil · c7 negres peó · d7 negres peó · e7 negres cavall · f7 negres peó · h7 negres peó · b6 negres alfil · f6 blanques peó · a4 blanques dama · a3 blanques alfil · c3 blanques peó · d3 blanques alfil · f3 negres dama · a2 blanques peó · f2 blanques peó · g2 blanques peó · h2 blanques peó · d1 blanques torre · g1 blanques rei | b8 negres torre · e8 negres rei · g8 negres torre · a7 negres peó · b7 negres alfil · c7 negres peó · d7 negres peó · e7 negres cavall · f7 negres peó · h7 negres peó · b6 negres alfil · f6 blanques peó · a4 blanques dama · a3 blanques alfil · c3 blanques peó · d3 blanques alfil · f3 negres dama · a2 blanques peó · f2 blanques peó · g2 blanques peó · h2 blanques peó · d1 blanques torre · g1 blanques rei | b8 negres torre · e8 negres rei · g8 negres torre · a7 negres peó · b7 negres alfil · c7 negres peó · d7 negres peó · e7 negres cavall · f7 negres peó · h7 negres peó · b6 negres alfil · f6 blanques peó · a4 blanques dama · a3 blanques alfil · c3 blanques peó · d3 blanques alfil · f3 negres dama · a2 blanques peó · f2 blanques peó · g2 blanques peó · h2 blanques peó · d1 blanques torre · g1 blanques rei | b8 negres torre · e8 negres rei · g8 negres torre · a7 negres peó · b7 negres alfil · c7 negres peó · d7 negres peó · e7 negres cavall · f7 negres peó · h7 negres peó · b6 negres alfil · f6 blanques peó · a4 blanques dama · a3 blanques alfil · c3 blanques peó · d3 blanques alfil · f3 negres dama · a2 blanques peó · f2 blanques peó · g2 blanques peó · h2 blanques peó · d1 blanques torre · g1 blanques rei | b8 negres torre · e8 negres rei · g8 negres torre · a7 negres peó · b7 negres alfil · c7 negres peó · d7 negres peó · e7 negres cavall · f7 negres peó · h7 negres peó · b6 negres alfil · f6 blanques peó · a4 blanques dama · a3 blanques alfil · c3 blanques peó · d3 blanques alfil · f3 negres dama · a2 blanques peó · f2 blanques peó · g2 blanques peó · h2 blanques peó · d1 blanques torre · g1 blanques rei | b8 negres torre · e8 negres rei · g8 negres torre · a7 negres peó · b7 negres alfil · c7 negres peó · d7 negres peó · e7 negres cavall · f7 negres peó · h7 negres peó · b6 negres alfil · f6 blanques peó · a4 blanques dama · a3 blanques alfil · c3 blanques peó · d3 blanques alfil · f3 negres dama · a2 blanques peó · f2 blanques peó · g2 blanques peó · h2 blanques peó · d1 blanques torre · g1 blanques rei | b8 negres torre · e8 negres rei · g8 negres torre · a7 negres peó · b7 negres alfil · c7 negres peó · d7 negres peó · e7 negres cavall · f7 negres peó · h7 negres peó · b6 negres alfil · f6 blanques peó · a4 blanques dama · a3 blanques alfil · c3 blanques peó · d3 blanques alfil · f3 negres dama · a2 blanques peó · f2 blanques peó · g2 blanques peó · h2 blanques peó · d1 blanques torre · g1 blanques rei | b8 negres torre · e8 negres rei · g8 negres torre · a7 negres peó · b7 negres alfil · c7 negres peó · d7 negres peó · e7 negres cavall · f7 negres peó · h7 negres peó · b6 negres alfil · f6 blanques peó · a4 blanques dama · a3 blanques alfil · c3 blanques peó · d3 blanques alfil · f3 negres dama · a2 blanques peó · f2 blanques peó · g2 blanques peó · h2 blanques peó · d1 blanques torre · g1 blanques rei | 4 |
| 3 | b8 negres torre · e8 negres rei · g8 negres torre · a7 negres peó · b7 negres alfil · c7 negres peó · d7 negres peó · e7 negres cavall · f7 negres peó · h7 negres peó · b6 negres alfil · f6 blanques peó · a4 blanques dama · a3 blanques alfil · c3 blanques peó · d3 blanques alfil · f3 negres dama · a2 blanques peó · f2 blanques peó · g2 blanques peó · h2 blanques peó · d1 blanques torre · g1 blanques rei | b8 negres torre · e8 negres rei · g8 negres torre · a7 negres peó · b7 negres alfil · c7 negres peó · d7 negres peó · e7 negres cavall · f7 negres peó · h7 negres peó · b6 negres alfil · f6 blanques peó · a4 blanques dama · a3 blanques alfil · c3 blanques peó · d3 blanques alfil · f3 negres dama · a2 blanques peó · f2 blanques peó · g2 blanques peó · h2 blanques peó · d1 blanques torre · g1 blanques rei | b8 negres torre · e8 negres rei · g8 negres torre · a7 negres peó · b7 negres alfil · c7 negres peó · d7 negres peó · e7 negres cavall · f7 negres peó · h7 negres peó · b6 negres alfil · f6 blanques peó · a4 blanques dama · a3 blanques alfil · c3 blanques peó · d3 blanques alfil · f3 negres dama · a2 blanques peó · f2 blanques peó · g2 blanques peó · h2 blanques peó · d1 blanques torre · g1 blanques rei | b8 negres torre · e8 negres rei · g8 negres torre · a7 negres peó · b7 negres alfil · c7 negres peó · d7 negres peó · e7 negres cavall · f7 negres peó · h7 negres peó · b6 negres alfil · f6 blanques peó · a4 blanques dama · a3 blanques alfil · c3 blanques peó · d3 blanques alfil · f3 negres dama · a2 blanques peó · f2 blanques peó · g2 blanques peó · h2 blanques peó · d1 blanques torre · g1 blanques rei | b8 negres torre · e8 negres rei · g8 negres torre · a7 negres peó · b7 negres alfil · c7 negres peó · d7 negres peó · e7 negres cavall · f7 negres peó · h7 negres peó · b6 negres alfil · f6 blanques peó · a4 blanques dama · a3 blanques alfil · c3 blanques peó · d3 blanques alfil · f3 negres dama · a2 blanques peó · f2 blanques peó · g2 blanques peó · h2 blanques peó · d1 blanques torre · g1 blanques rei | b8 negres torre · e8 negres rei · g8 negres torre · a7 negres peó · b7 negres alfil · c7 negres peó · d7 negres peó · e7 negres cavall · f7 negres peó · h7 negres peó · b6 negres alfil · f6 blanques peó · a4 blanques dama · a3 blanques alfil · c3 blanques peó · d3 blanques alfil · f3 negres dama · a2 blanques peó · f2 blanques peó · g2 blanques peó · h2 blanques peó · d1 blanques torre · g1 blanques rei | b8 negres torre · e8 negres rei · g8 negres torre · a7 negres peó · b7 negres alfil · c7 negres peó · d7 negres peó · e7 negres cavall · f7 negres peó · h7 negres peó · b6 negres alfil · f6 blanques peó · a4 blanques dama · a3 blanques alfil · c3 blanques peó · d3 blanques alfil · f3 negres dama · a2 blanques peó · f2 blanques peó · g2 blanques peó · h2 blanques peó · d1 blanques torre · g1 blanques rei | b8 negres torre · e8 negres rei · g8 negres torre · a7 negres peó · b7 negres alfil · c7 negres peó · d7 negres peó · e7 negres cavall · f7 negres peó · h7 negres peó · b6 negres alfil · f6 blanques peó · a4 blanques dama · a3 blanques alfil · c3 blanques peó · d3 blanques alfil · f3 negres dama · a2 blanques peó · f2 blanques peó · g2 blanques peó · h2 blanques peó · d1 blanques torre · g1 blanques rei | 3 |
| 2 | b8 negres torre · e8 negres rei · g8 negres torre · a7 negres peó · b7 negres alfil · c7 negres peó · d7 negres peó · e7 negres cavall · f7 negres peó · h7 negres peó · b6 negres alfil · f6 blanques peó · a4 blanques dama · a3 blanques alfil · c3 blanques peó · d3 blanques alfil · f3 negres dama · a2 blanques peó · f2 blanques peó · g2 blanques peó · h2 blanques peó · d1 blanques torre · g1 blanques rei | b8 negres torre · e8 negres rei · g8 negres torre · a7 negres peó · b7 negres alfil · c7 negres peó · d7 negres peó · e7 negres cavall · f7 negres peó · h7 negres peó · b6 negres alfil · f6 blanques peó · a4 blanques dama · a3 blanques alfil · c3 blanques peó · d3 blanques alfil · f3 negres dama · a2 blanques peó · f2 blanques peó · g2 blanques peó · h2 blanques peó · d1 blanques torre · g1 blanques rei | b8 negres torre · e8 negres rei · g8 negres torre · a7 negres peó · b7 negres alfil · c7 negres peó · d7 negres peó · e7 negres cavall · f7 negres peó · h7 negres peó · b6 negres alfil · f6 blanques peó · a4 blanques dama · a3 blanques alfil · c3 blanques peó · d3 blanques alfil · f3 negres dama · a2 blanques peó · f2 blanques peó · g2 blanques peó · h2 blanques peó · d1 blanques torre · g1 blanques rei | b8 negres torre · e8 negres rei · g8 negres torre · a7 negres peó · b7 negres alfil · c7 negres peó · d7 negres peó · e7 negres cavall · f7 negres peó · h7 negres peó · b6 negres alfil · f6 blanques peó · a4 blanques dama · a3 blanques alfil · c3 blanques peó · d3 blanques alfil · f3 negres dama · a2 blanques peó · f2 blanques peó · g2 blanques peó · h2 blanques peó · d1 blanques torre · g1 blanques rei | b8 negres torre · e8 negres rei · g8 negres torre · a7 negres peó · b7 negres alfil · c7 negres peó · d7 negres peó · e7 negres cavall · f7 negres peó · h7 negres peó · b6 negres alfil · f6 blanques peó · a4 blanques dama · a3 blanques alfil · c3 blanques peó · d3 blanques alfil · f3 negres dama · a2 blanques peó · f2 blanques peó · g2 blanques peó · h2 blanques peó · d1 blanques torre · g1 blanques rei | b8 negres torre · e8 negres rei · g8 negres torre · a7 negres peó · b7 negres alfil · c7 negres peó · d7 negres peó · e7 negres cavall · f7 negres peó · h7 negres peó · b6 negres alfil · f6 blanques peó · a4 blanques dama · a3 blanques alfil · c3 blanques peó · d3 blanques alfil · f3 negres dama · a2 blanques peó · f2 blanques peó · g2 blanques peó · h2 blanques peó · d1 blanques torre · g1 blanques rei | b8 negres torre · e8 negres rei · g8 negres torre · a7 negres peó · b7 negres alfil · c7 negres peó · d7 negres peó · e7 negres cavall · f7 negres peó · h7 negres peó · b6 negres alfil · f6 blanques peó · a4 blanques dama · a3 blanques alfil · c3 blanques peó · d3 blanques alfil · f3 negres dama · a2 blanques peó · f2 blanques peó · g2 blanques peó · h2 blanques peó · d1 blanques torre · g1 blanques rei | b8 negres torre · e8 negres rei · g8 negres torre · a7 negres peó · b7 negres alfil · c7 negres peó · d7 negres peó · e7 negres cavall · f7 negres peó · h7 negres peó · b6 negres alfil · f6 blanques peó · a4 blanques dama · a3 blanques alfil · c3 blanques peó · d3 blanques alfil · f3 negres dama · a2 blanques peó · f2 blanques peó · g2 blanques peó · h2 blanques peó · d1 blanques torre · g1 blanques rei | 2 |
| 1 | b8 negres torre · e8 negres rei · g8 negres torre · a7 negres peó · b7 negres alfil · c7 negres peó · d7 negres peó · e7 negres cavall · f7 negres peó · h7 negres peó · b6 negres alfil · f6 blanques peó · a4 blanques dama · a3 blanques alfil · c3 blanques peó · d3 blanques alfil · f3 negres dama · a2 blanques peó · f2 blanques peó · g2 blanques peó · h2 blanques peó · d1 blanques torre · g1 blanques rei | b8 negres torre · e8 negres rei · g8 negres torre · a7 negres peó · b7 negres alfil · c7 negres peó · d7 negres peó · e7 negres cavall · f7 negres peó · h7 negres peó · b6 negres alfil · f6 blanques peó · a4 blanques dama · a3 blanques alfil · c3 blanques peó · d3 blanques alfil · f3 negres dama · a2 blanques peó · f2 blanques peó · g2 blanques peó · h2 blanques peó · d1 blanques torre · g1 blanques rei | b8 negres torre · e8 negres rei · g8 negres torre · a7 negres peó · b7 negres alfil · c7 negres peó · d7 negres peó · e7 negres cavall · f7 negres peó · h7 negres peó · b6 negres alfil · f6 blanques peó · a4 blanques dama · a3 blanques alfil · c3 blanques peó · d3 blanques alfil · f3 negres dama · a2 blanques peó · f2 blanques peó · g2 blanques peó · h2 blanques peó · d1 blanques torre · g1 blanques rei | b8 negres torre · e8 negres rei · g8 negres torre · a7 negres peó · b7 negres alfil · c7 negres peó · d7 negres peó · e7 negres cavall · f7 negres peó · h7 negres peó · b6 negres alfil · f6 blanques peó · a4 blanques dama · a3 blanques alfil · c3 blanques peó · d3 blanques alfil · f3 negres dama · a2 blanques peó · f2 blanques peó · g2 blanques peó · h2 blanques peó · d1 blanques torre · g1 blanques rei | b8 negres torre · e8 negres rei · g8 negres torre · a7 negres peó · b7 negres alfil · c7 negres peó · d7 negres peó · e7 negres cavall · f7 negres peó · h7 negres peó · b6 negres alfil · f6 blanques peó · a4 blanques dama · a3 blanques alfil · c3 blanques peó · d3 blanques alfil · f3 negres dama · a2 blanques peó · f2 blanques peó · g2 blanques peó · h2 blanques peó · d1 blanques torre · g1 blanques rei | b8 negres torre · e8 negres rei · g8 negres torre · a7 negres peó · b7 negres alfil · c7 negres peó · d7 negres peó · e7 negres cavall · f7 negres peó · h7 negres peó · b6 negres alfil · f6 blanques peó · a4 blanques dama · a3 blanques alfil · c3 blanques peó · d3 blanques alfil · f3 negres dama · a2 blanques peó · f2 blanques peó · g2 blanques peó · h2 blanques peó · d1 blanques torre · g1 blanques rei | b8 negres torre · e8 negres rei · g8 negres torre · a7 negres peó · b7 negres alfil · c7 negres peó · d7 negres peó · e7 negres cavall · f7 negres peó · h7 negres peó · b6 negres alfil · f6 blanques peó · a4 blanques dama · a3 blanques alfil · c3 blanques peó · d3 blanques alfil · f3 negres dama · a2 blanques peó · f2 blanques peó · g2 blanques peó · h2 blanques peó · d1 blanques torre · g1 blanques rei | b8 negres torre · e8 negres rei · g8 negres torre · a7 negres peó · b7 negres alfil · c7 negres peó · d7 negres peó · e7 negres cavall · f7 negres peó · h7 negres peó · b6 negres alfil · f6 blanques peó · a4 blanques dama · a3 blanques alfil · c3 blanques peó · d3 blanques alfil · f3 negres dama · a2 blanques peó · f2 blanques peó · g2 blanques peó · h2 blanques peó · d1 blanques torre · g1 blanques rei | 1 |
|   | a | b | c | d | e | f | g | h |   |

- En una altra famosa partida, la Sempreviva, Anderssen altre cop va sacrificar la dama per entrar en una combinació de mat, fent 21.Dxd7+!!: la partida va continuar 21...Rxd7 22.Af5+ Re8 23.Ad7+ Rf8 24.Axe7#. Aquesta partida és un altre exemple de sacrifici de dama fictici. Tot i que les negres estan a punt de fer mat a les blanques, les seves defenses al voltant del rei són febles, de manera que són les blanques les que arriben primer.

- A la Partida de l'òpera, Morphy va entragar la dama en un sacrifici final de desviació per fer mat.
- En una partida amistosa Edward Lasker contra George Alan Thomas,[3] Lasker va trobar un bonic sacrifici de dama que forçava el rei negre a iniciar una marxa cap a la primera fila blanca, on rebé mat.
- El Llegat de Philidor és una exprsessió que es refereix a un mat de la coça que implica un sacrifici de dama.

- Per un exemple de sacrifici de dama "real" (posicional), Rudolf Spielmann presenta la seva partida contra Jorgen Moeller a Göteborg 1920. Al primer diagrama les negres amenacen 9...Ag4 guanyant la dama, ja que aquest no pot abandonar el control de la casella f2, on hi ha una amenaça de mat. Però Spielmann va fer 9.Cd2! permetent així que les negres guanyessin la dama, i després de 9...Ag4 10.Cxe4 Axf3 11.Cxf3 Dh6 12.Cf6+ Rd8 13.h4 es va arribar a la posició del segon diagrama. Les blanques tenen només un cavall i un alfil per dama i peó, però les seves peces menors són molt actives i la dama negra és fora de joc. Les blanques acabaren guanyant al moviment 28.[4]

|   | a | b | c | d | e | f | g | h |   |
| 8 | f8 blanques dama · a7 negres rei · b7 negres peó · a6 negres peó · a5 blanques peó · c4 negres peó · e4 negres peó · e3 negres dama · h1 blanques rei | f8 blanques dama · a7 negres rei · b7 negres peó · a6 negres peó · a5 blanques peó · c4 negres peó · e4 negres peó · e3 negres dama · h1 blanques rei | f8 blanques dama · a7 negres rei · b7 negres peó · a6 negres peó · a5 blanques peó · c4 negres peó · e4 negres peó · e3 negres dama · h1 blanques rei | f8 blanques dama · a7 negres rei · b7 negres peó · a6 negres peó · a5 blanques peó · c4 negres peó · e4 negres peó · e3 negres dama · h1 blanques rei | f8 blanques dama · a7 negres rei · b7 negres peó · a6 negres peó · a5 blanques peó · c4 negres peó · e4 negres peó · e3 negres dama · h1 blanques rei | f8 blanques dama · a7 negres rei · b7 negres peó · a6 negres peó · a5 blanques peó · c4 negres peó · e4 negres peó · e3 negres dama · h1 blanques rei | f8 blanques dama · a7 negres rei · b7 negres peó · a6 negres peó · a5 blanques peó · c4 negres peó · e4 negres peó · e3 negres dama · h1 blanques rei | f8 blanques dama · a7 negres rei · b7 negres peó · a6 negres peó · a5 blanques peó · c4 negres peó · e4 negres peó · e3 negres dama · h1 blanques rei | 8 |
| 7 | f8 blanques dama · a7 negres rei · b7 negres peó · a6 negres peó · a5 blanques peó · c4 negres peó · e4 negres peó · e3 negres dama · h1 blanques rei | f8 blanques dama · a7 negres rei · b7 negres peó · a6 negres peó · a5 blanques peó · c4 negres peó · e4 negres peó · e3 negres dama · h1 blanques rei | f8 blanques dama · a7 negres rei · b7 negres peó · a6 negres peó · a5 blanques peó · c4 negres peó · e4 negres peó · e3 negres dama · h1 blanques rei | f8 blanques dama · a7 negres rei · b7 negres peó · a6 negres peó · a5 blanques peó · c4 negres peó · e4 negres peó · e3 negres dama · h1 blanques rei | f8 blanques dama · a7 negres rei · b7 negres peó · a6 negres peó · a5 blanques peó · c4 negres peó · e4 negres peó · e3 negres dama · h1 blanques rei | f8 blanques dama · a7 negres rei · b7 negres peó · a6 negres peó · a5 blanques peó · c4 negres peó · e4 negres peó · e3 negres dama · h1 blanques rei | f8 blanques dama · a7 negres rei · b7 negres peó · a6 negres peó · a5 blanques peó · c4 negres peó · e4 negres peó · e3 negres dama · h1 blanques rei | f8 blanques dama · a7 negres rei · b7 negres peó · a6 negres peó · a5 blanques peó · c4 negres peó · e4 negres peó · e3 negres dama · h1 blanques rei | 7 |
| 6 | f8 blanques dama · a7 negres rei · b7 negres peó · a6 negres peó · a5 blanques peó · c4 negres peó · e4 negres peó · e3 negres dama · h1 blanques rei | f8 blanques dama · a7 negres rei · b7 negres peó · a6 negres peó · a5 blanques peó · c4 negres peó · e4 negres peó · e3 negres dama · h1 blanques rei | f8 blanques dama · a7 negres rei · b7 negres peó · a6 negres peó · a5 blanques peó · c4 negres peó · e4 negres peó · e3 negres dama · h1 blanques rei | f8 blanques dama · a7 negres rei · b7 negres peó · a6 negres peó · a5 blanques peó · c4 negres peó · e4 negres peó · e3 negres dama · h1 blanques rei | f8 blanques dama · a7 negres rei · b7 negres peó · a6 negres peó · a5 blanques peó · c4 negres peó · e4 negres peó · e3 negres dama · h1 blanques rei | f8 blanques dama · a7 negres rei · b7 negres peó · a6 negres peó · a5 blanques peó · c4 negres peó · e4 negres peó · e3 negres dama · h1 blanques rei | f8 blanques dama · a7 negres rei · b7 negres peó · a6 negres peó · a5 blanques peó · c4 negres peó · e4 negres peó · e3 negres dama · h1 blanques rei | f8 blanques dama · a7 negres rei · b7 negres peó · a6 negres peó · a5 blanques peó · c4 negres peó · e4 negres peó · e3 negres dama · h1 blanques rei | 6 |
| 5 | f8 blanques dama · a7 negres rei · b7 negres peó · a6 negres peó · a5 blanques peó · c4 negres peó · e4 negres peó · e3 negres dama · h1 blanques rei | f8 blanques dama · a7 negres rei · b7 negres peó · a6 negres peó · a5 blanques peó · c4 negres peó · e4 negres peó · e3 negres dama · h1 blanques rei | f8 blanques dama · a7 negres rei · b7 negres peó · a6 negres peó · a5 blanques peó · c4 negres peó · e4 negres peó · e3 negres dama · h1 blanques rei | f8 blanques dama · a7 negres rei · b7 negres peó · a6 negres peó · a5 blanques peó · c4 negres peó · e4 negres peó · e3 negres dama · h1 blanques rei | f8 blanques dama · a7 negres rei · b7 negres peó · a6 negres peó · a5 blanques peó · c4 negres peó · e4 negres peó · e3 negres dama · h1 blanques rei | f8 blanques dama · a7 negres rei · b7 negres peó · a6 negres peó · a5 blanques peó · c4 negres peó · e4 negres peó · e3 negres dama · h1 blanques rei | f8 blanques dama · a7 negres rei · b7 negres peó · a6 negres peó · a5 blanques peó · c4 negres peó · e4 negres peó · e3 negres dama · h1 blanques rei | f8 blanques dama · a7 negres rei · b7 negres peó · a6 negres peó · a5 blanques peó · c4 negres peó · e4 negres peó · e3 negres dama · h1 blanques rei | 5 |
| 4 | f8 blanques dama · a7 negres rei · b7 negres peó · a6 negres peó · a5 blanques peó · c4 negres peó · e4 negres peó · e3 negres dama · h1 blanques rei | f8 blanques dama · a7 negres rei · b7 negres peó · a6 negres peó · a5 blanques peó · c4 negres peó · e4 negres peó · e3 negres dama · h1 blanques rei | f8 blanques dama · a7 negres rei · b7 negres peó · a6 negres peó · a5 blanques peó · c4 negres peó · e4 negres peó · e3 negres dama · h1 blanques rei | f8 blanques dama · a7 negres rei · b7 negres peó · a6 negres peó · a5 blanques peó · c4 negres peó · e4 negres peó · e3 negres dama · h1 blanques rei | f8 blanques dama · a7 negres rei · b7 negres peó · a6 negres peó · a5 blanques peó · c4 negres peó · e4 negres peó · e3 negres dama · h1 blanques rei | f8 blanques dama · a7 negres rei · b7 negres peó · a6 negres peó · a5 blanques peó · c4 negres peó · e4 negres peó · e3 negres dama · h1 blanques rei | f8 blanques dama · a7 negres rei · b7 negres peó · a6 negres peó · a5 blanques peó · c4 negres peó · e4 negres peó · e3 negres dama · h1 blanques rei | f8 blanques dama · a7 negres rei · b7 negres peó · a6 negres peó · a5 blanques peó · c4 negres peó · e4 negres peó · e3 negres dama · h1 blanques rei | 4 |
| 3 | f8 blanques dama · a7 negres rei · b7 negres peó · a6 negres peó · a5 blanques peó · c4 negres peó · e4 negres peó · e3 negres dama · h1 blanques rei | f8 blanques dama · a7 negres rei · b7 negres peó · a6 negres peó · a5 blanques peó · c4 negres peó · e4 negres peó · e3 negres dama · h1 blanques rei | f8 blanques dama · a7 negres rei · b7 negres peó · a6 negres peó · a5 blanques peó · c4 negres peó · e4 negres peó · e3 negres dama · h1 blanques rei | f8 blanques dama · a7 negres rei · b7 negres peó · a6 negres peó · a5 blanques peó · c4 negres peó · e4 negres peó · e3 negres dama · h1 blanques rei | f8 blanques dama · a7 negres rei · b7 negres peó · a6 negres peó · a5 blanques peó · c4 negres peó · e4 negres peó · e3 negres dama · h1 blanques rei | f8 blanques dama · a7 negres rei · b7 negres peó · a6 negres peó · a5 blanques peó · c4 negres peó · e4 negres peó · e3 negres dama · h1 blanques rei | f8 blanques dama · a7 negres rei · b7 negres peó · a6 negres peó · a5 blanques peó · c4 negres peó · e4 negres peó · e3 negres dama · h1 blanques rei | f8 blanques dama · a7 negres rei · b7 negres peó · a6 negres peó · a5 blanques peó · c4 negres peó · e4 negres peó · e3 negres dama · h1 blanques rei | 3 |
| 2 | f8 blanques dama · a7 negres rei · b7 negres peó · a6 negres peó · a5 blanques peó · c4 negres peó · e4 negres peó · e3 negres dama · h1 blanques rei | f8 blanques dama · a7 negres rei · b7 negres peó · a6 negres peó · a5 blanques peó · c4 negres peó · e4 negres peó · e3 negres dama · h1 blanques rei | f8 blanques dama · a7 negres rei · b7 negres peó · a6 negres peó · a5 blanques peó · c4 negres peó · e4 negres peó · e3 negres dama · h1 blanques rei | f8 blanques dama · a7 negres rei · b7 negres peó · a6 negres peó · a5 blanques peó · c4 negres peó · e4 negres peó · e3 negres dama · h1 blanques rei | f8 blanques dama · a7 negres rei · b7 negres peó · a6 negres peó · a5 blanques peó · c4 negres peó · e4 negres peó · e3 negres dama · h1 blanques rei | f8 blanques dama · a7 negres rei · b7 negres peó · a6 negres peó · a5 blanques peó · c4 negres peó · e4 negres peó · e3 negres dama · h1 blanques rei | f8 blanques dama · a7 negres rei · b7 negres peó · a6 negres peó · a5 blanques peó · c4 negres peó · e4 negres peó · e3 negres dama · h1 blanques rei | f8 blanques dama · a7 negres rei · b7 negres peó · a6 negres peó · a5 blanques peó · c4 negres peó · e4 negres peó · e3 negres dama · h1 blanques rei | 2 |
| 1 | f8 blanques dama · a7 negres rei · b7 negres peó · a6 negres peó · a5 blanques peó · c4 negres peó · e4 negres peó · e3 negres dama · h1 blanques rei | f8 blanques dama · a7 negres rei · b7 negres peó · a6 negres peó · a5 blanques peó · c4 negres peó · e4 negres peó · e3 negres dama · h1 blanques rei | f8 blanques dama · a7 negres rei · b7 negres peó · a6 negres peó · a5 blanques peó · c4 negres peó · e4 negres peó · e3 negres dama · h1 blanques rei | f8 blanques dama · a7 negres rei · b7 negres peó · a6 negres peó · a5 blanques peó · c4 negres peó · e4 negres peó · e3 negres dama · h1 blanques rei | f8 blanques dama · a7 negres rei · b7 negres peó · a6 negres peó · a5 blanques peó · c4 negres peó · e4 negres peó · e3 negres dama · h1 blanques rei | f8 blanques dama · a7 negres rei · b7 negres peó · a6 negres peó · a5 blanques peó · c4 negres peó · e4 negres peó · e3 negres dama · h1 blanques rei | f8 blanques dama · a7 negres rei · b7 negres peó · a6 negres peó · a5 blanques peó · c4 negres peó · e4 negres peó · e3 negres dama · h1 blanques rei | f8 blanques dama · a7 negres rei · b7 negres peó · a6 negres peó · a5 blanques peó · c4 negres peó · e4 negres peó · e3 negres dama · h1 blanques rei | 1 |
|   | a | b | c | d | e | f | g | h |   |

- Un sacrifici de dama pot també ser usat com a recurs per fer taules. Aquí, Herman Pilnik (amb blanques) estava defensant un final perdut amb tres peons de menys, i trobà Df2!, quan Samuel Reshevsky (negres) no tenia altre remei que fer ...Dxf2 ofegat.

- A la Partida del segle, Bobby Fischer es va destapar amb un sacrifici de dama fictici per obtenir avantatge material guanyador. Al primer diagrama, el rei blanc és varat al centre i les negres tenen el control de la columna-e. Fischer ignorà l'amenaça sobre la seva dama i jugà 17... Ae6!!: la partida va continuar 18.Axb6 Axc4+ 19.Rg1 Ce2+ 20.Rf1 Cxd4+ 21.Rg1 Ce2+ 22.Rf1 Cc3+ 23.Rg1 axb6 24.Db4 Ta4 25.Dxb6 Cxd1 i les negres emergiren amb un gran avantatge tan material com posicional. Poden amenaçar el mat de la primera fila per guanyar encara més material; les seves peces estan coordinades, i la torre blanca és atrapada a la cantonada.[5]

- En un remolí de tàctica, Bent Larsen sacrificà la dama per vèncer el campió del món Tigran Petrossian.[6]